# Plagiolepis labilis
Plagiolepis labilis é uma espécie de formiga do gênero Plagiolepis, pertencente à subfamília Formicinae.